# 大敘利亞

敘利亞社會民族黨（SSNP）的安通·薩德所提出的大敘利亞的概念

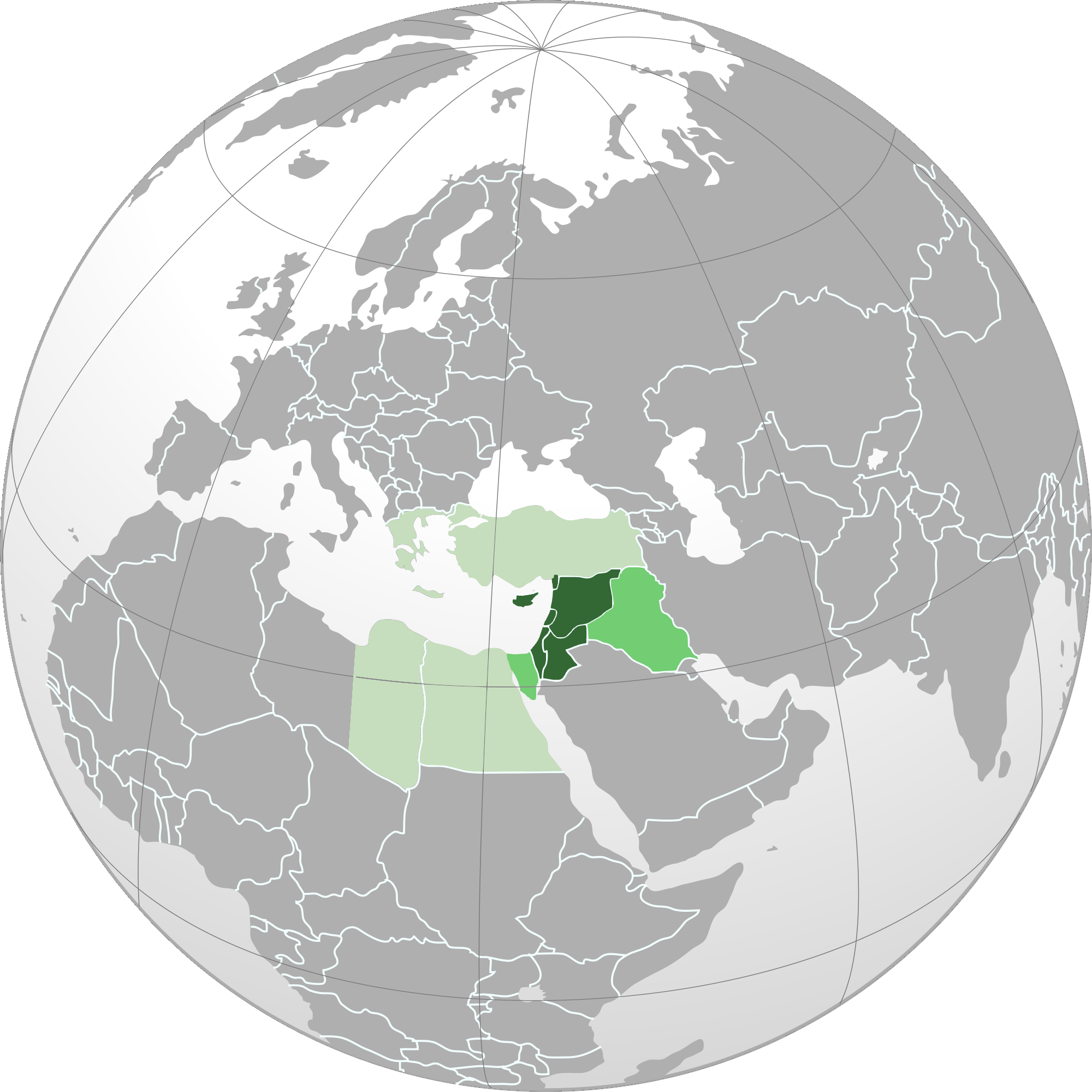
最廣泛的定義，相當於大敘利亞及黎凡特
20世紀用法
偶爾也會被包括在内的國家或地區

大敘利亞（阿拉伯语：‎）是敘利亞的民族統一主義概念，其範圍包括了地中海東岸的地區。
敘利亞在古典阿拉伯語中的名稱是沙姆（阿拉伯语：‎ ash-Shām），後來在黎凡特阿拉伯語中，這一名稱則僅指大馬士革的附近地區。而伊斯蘭化之前指代這一地區的名詞「敘利亞」則再次被使用，直到1918年鄂圖曼土耳其帝國崩潰。

## 歷史上的敘利亞
隨著時間的推移，敘利亞這一概念所指的地區範圍也有變化。在大多數歷史情況下，敘利亞是指黎凡特地區的北部，包括了伊斯肯德倫和安條克。敘利亞這一概念有時也可擴張至整個黎凡特地區，南至埃及，但不包括美索不達米亞。
敘利亞這個概念有時會和亞述相混淆。歷史學家希羅多德也有時會混用這兩個概念。

### 古代
希羅多德用來泛指卡帕多細亞地區。在希臘，「敘利亞」和「亞述」這兩個概念幾乎可以互換使用。不過在羅馬帝國時期，敘利亞和亞述則是指兩個不同的地區。敘利亞在羅馬帝國是指「帝國位於小亞細亞和埃及之間的部份」，也就是黎凡特的西部地區。而亞述在當時是安息帝國的一部份，羅馬只在很短的一段時間內控制過它（116-118年，也是羅馬帝國擴張至頂峰的期間）。 
在羅馬帝國時期，敘利亞經常指黎凡特北部地區，據老普林尼的記載，敘利亞自西向東包括了科馬吉尼、索芬尼和阿迪亞波納，「舊名亞述」。
在公元前64年，敘利亞成為羅馬帝國的省份。敘利亞南抵猶太（在135年改名巴勒斯坦，其範圍相當于現在的以色列、巴勒斯坦和約旦），北達腓尼基。
193年，敘利亞被分為敘利亞和柯里敘利亞兩個省份。在330年到350年的這一段時間（可能是341年），又分出了幼發拉底省，其範圍大致相當于舊科馬吉尼王國，省府設在希拉波利斯。
415年，敘利亞行省又進一步分為兩個省。其中一個省以安條克為省府，另一個則以阿帕米亞為省府。528年，查士丁尼一世又從這兩個省的沿海地區分出了部份土地，另設Theodorias省。

### 中世紀
敘利亞地區在阿拉伯帝國于雅穆克戰役戰勝拜占庭帝國后被併入阿拉伯帝國，并有了阿拉伯語名稱ash-Shām。在整個倭馬亞王朝時期，Shām 被分為五個軍事區（Jund），分別是大馬士革區、赫姆斯區、Filastin區和al-Urdunn區。後來又從赫姆斯區中分出了Qinnasrin區。直到阿拔斯王朝為止，大馬士革都是阿拉伯帝國的首都。

### 現代

1900年鄂圖曼帝國統治時期的行政區劃

法國託管時期的敘利亞行政區劃

在之後的鄂圖曼帝國時期，敘利亞被分為阿勒頗、大馬士革和貝魯特三個地區，以及黎巴嫩山和耶路撒冷兩個特殊地區。阿勒頗包括了現在敘利亞的北部地區和土耳其南部的部份地區。大馬士革包括了敘利亞南部和現在的約旦。貝魯特是指拉塔基亞以南的沿海地區，包括了現在的黎巴嫩和敘利亞沿海地區以及加利利。而耶路撒冷包括了約旦河西岸地區。
敘利亞地區的居民大多都是遜尼派穆斯林，不過也有很多什葉派、阿拉維派和伊斯瑪以派穆斯林。除此之外還有敘利亞東正教、馬龍派、希臘正教、羅馬天主教的基督教徒、米茲拉希猶太人和德魯茲派。
鄂圖曼帝国崩溃后，叙利亚地区短暂地建立了叙利亚王国，这是历史上唯一一个以大叙利亚为领土范围的国家。不过，这一政权很快失去了英、法的支持，在建立三个月后被法国推翻。
在聖雷莫會議之後，敘利亞確定成為法國的託管地。法國統治下的敘利亞分為六個州，分別是大馬士革、阿勒頗、阿拉維、德魯茲山、哈塔伊和大黎巴嫩（是獨立國家黎巴嫩的前身）。

## 敘利亞民族主義
敘利亞社會民族黨的安通·薩德是敘利亞民族主義思想的創始者。他主張在敘利亞新月沃土上建立一個敘利亞民族國家。
薩德拒絕以語言和宗教來界定民族。他所提出大敘利亞概念範圍北至托魯斯山脈、東至扎格羅斯山脈、西至蘇伊士運河和紅海，包括了西奈半島和亞喀巴灣北部地區。西部還包括了塞浦路斯，東部的界線則是阿拉伯沙漠和波斯灣。
在1940年代，英國曾秘密計劃建設一個大敘利亞國家，以確保英國在這一地區軍事、經濟和文化上的領先地位。而按照這一計劃，以色列也將無法在巴勒斯坦地區建國。不過法國和美國反對這一構想，并最終使得以色列建國。

## 与“黎凡特”的关系
“大敘利亞”並不等於黎凡特（Levant）。“大敘利亞”專指敘利亞、黎巴嫩、約旦與巴勒斯坦等地；黎凡特（Levant）專指地中海東岸，包括土耳其、敘利亞、黎巴嫩、巴勒斯坦以及埃及沿海。